# Cymodocella diateichos
Cymodocella diateichos är en kräftdjursart som beskrevs av Barnard 1959. Cymodocella diateichos ingår i släktet Cymodocella och familjen klotkräftor. Inga underarter finns listade i Catalogue of Life.